# Ledfjärden
Ledfjärden är en fjärd i Åland (Finland). Den ligger i den södra delen av landskapet, 22 km sydost om huvudstaden Mariehamn.
Ledfjärden ligger mellan Herröskatan i väster och Hummersölandet i öster. Den ansluter till Rödhamnsfjärden i sydväst via Ledsund, till Renskärs fjärden i söder samt till Föglöfjärden i norr. Fjärdgrunden skiljer Ledfjärden från Föglöfjärden.